# Elisa Lasowski
Elisa Wald-Lasowski (La Haya, 15 de noviembre de 1984) es una actriz francesa más destacada por sus trabajos en cine y televisión.
Nació en los Países Bajos y creció en Argelia y Francia. Domina el francés, el inglés, el español, el holandés y el alemán.

## Actuación
Lasowski ha interpretado papeles en producciones como Eastern Promises (2007), Somers Town (2008), Line of Duty (2012), Game of Thrones (2013), Hyena (2014), Una buena receta (2015) y Versalles (2015-2018).
Apareció como la "chica con cola" en el vídeo musical de la canción de David Bowie, "Blackstar". En noviembre de 2018, se convirtió en el rostro de una nueva fragancia de Loewe.